# إوني (كاليفورنيا)
إوني (بالإنجليزية: Ione)‏ هي إحدى مدن مقاطعة أمادور، كاليفورنيا. تم إعطاءها لقب مدينة في 23 مارس، 1953.

## التركيبة السكانية
حدّد مكتب تعداد الولايات المتحدة بيانات التركيبة السكانية لإوني في تعداد الولايات المتحدة. في ما يلي، التركيبة السكانية حسب تعدادي 2000 و2010.

### تعداد عام 2000
بلغ عدد سكان إوني 7,129 نسمة بحسب تعداد عام 2000، وبلغ عدد الأسر 1,081 أسرة وعدد العائلات 780 عائلة مقيمة في المدينة. في حين سجلت الكثافة السكانية 595.1 نسمة لكل كيلومتر مربع (1,541.3/ميل2). وبلغ عدد الوحدات السكنية 1,155 وحدة بمتوسط كثافة قدره 96.4 لكل كيلومتر مربع (249.7/ميل2).
وتوزع التركيب العرقي للمدينة بنسبة 57.90% من البيض و17.83% من الأمريكيين الأفارقة و2.30% من الأمريكيين الأصليين و1.68% من الأمريكيين ذوي الأصول الآسيوية و0.17% من سكان جزر المحيط الهادئ و18.12% من الأعراق الأخرى و1.99% من عرقين مختلطين أو أكثر و20.16% من الهسبانيون أو اللاتينيون من أي عرق.
بلغ عدد الأسر 1,081 أسرة كانت نسبة 41.2% منها لديها أطفال تحت سن الثامنة عشر تعيش معهم، وبلغت نسبة الأزواج القاطنين مع بعضهم البعض 54.9% من أصل المجموع الكلي للأسر، ونسبة 13.5% من الأسر كان لديها معيلات من الإناث دون وجود شريك، بينما كانت نسبة 3.7% من الأسر لديها معيلون من الذكور دون وجود شريكة وكانت نسبة 27.8% من غير العائلات. تألفت نسبة 22.9% من أصل جميع الأسر من عدة أفراد يعيشون في نفس المنزل ونسبة 9.8% كانت تتألف من شخص يعيش بمفرده يبلغ من العمر 65 عاماً أو أكثر. وبلغ متوسط حجم الأسرة المعيشية 2.68، أما متوسط حجم العائلات فبلغ 3.14.
بلغ العمر الوسطي للسكان 34.3 عاماً. وكانت نسبة 12.5% من القاطنين تحت سن الثامنة عشر، وكانت نسبة 2.7% بين الثامنة عشر والرابعة والعشرين عاماً، ونسبة 11.7% كانت واقعةً في الفئة العمرية ما بين الخامسة والعشرين والرابعة والأربعين عاماً، ونسبة 8.5% كانت ما بين الخامسة والأربعين والرابعة والستين، ونسبة 5.2% كانت ضمن فئة الخامسة والستين عاماً فما فوق. يوجد لكل 100 أنثى 95.7 ذكر، ويوجد لكل 100 أنثى في الثامنة عشر من عمرها فما فوق 88.4 ذكر.
بلغ متوسط دخل الأسرة في المدينة 40,625 دولارًا، أما متوسط دخل العائلة فبلغ 48,911 دولارًا. وكان متوسط دخل الذكور 26,922 دولارًا مقابل 23,633 دولارًا للإناث. وسجل دخل الفرد الخاص بالمدينة 20,340 دولارًا. وكانت نسبة 9.3% من العائلات ونسبة 11% من السكان تحت خط الفقر، وكان من هؤلاء نسبة 15.4% تحت سن الثامنة عشر ونسبة 4.5% في الخامسة والستين من العمر وما فوق.

### تعداد عام 2010
بلغ عدد سكان إوني 7,918 نسمة بحسب تعداد عام 2010، وبلغ عدد الأسر 1,466 أسرة وعدد العائلات 1,046 عائلة مقيمة في المدينة. في حين سجلت الكثافة السكانية 660.9 نسمة لكل كيلومتر مربع (1,711.7/ميل2). وبلغ عدد الوحدات السكنية 1,635 وحدة بمتوسط كثافة قدره 136.5 لكل كيلومتر مربع (353.5/ميل2).
وتوزع التركيب العرقي للمدينة بنسبة 73.58% من البيض و10.41% من الأمريكيين الأفارقة و2.18% من الأمريكيين الأصليين و1.39% من الأمريكيين ذوي الأصول الآسيوية و0.27% من سكان جزر المحيط الهادئ و8.56% من الأعراق الأخرى و3.61% من عرقين مختلطين أو أكثر و25.15% من الهسبانيون أو اللاتينيون من أي عرق.
بلغ عدد الأسر 1,466 أسرة كانت نسبة 32.9% منها لديها أطفال تحت سن الثامنة عشر تعيش معهم، وبلغت نسبة الأزواج القاطنين مع بعضهم البعض 55.3% من أصل المجموع الكلي للأسر، ونسبة 10.8% من الأسر كان لديها معيلات من الإناث دون وجود شريك، بينما كانت نسبة 5.3% من الأسر لديها معيلون من الذكور دون وجود شريكة وكانت نسبة 28.6% من غير العائلات. تألفت نسبة 22.9% من أصل جميع الأسر من عدة أفراد يعيشون في نفس المنزل ونسبة 9.8% كانت تتألف من شخص يعيش بمفرده يبلغ من العمر 65 عاماً أو أكثر. وبلغ متوسط حجم الأسرة المعيشية 2.56، أما متوسط حجم العائلات فبلغ 2.99.
بلغ العمر الوسطي للسكان 41.5 عاماً. وكانت نسبة 13.4% من القاطنين تحت سن الثامنة عشر، وكانت نسبة 8.2% بين الثامنة عشر والرابعة والعشرين عاماً، ونسبة 36.4% كانت واقعةً في الفئة العمرية ما بين الخامسة والعشرين والرابعة والأربعين عاماً، ونسبة 32.2% كانت ما بين الخامسة والأربعين والرابعة والستين، ونسبة 9.9% كانت ضمن فئة الخامسة والستين عاماً فما فوق. وتوزع التركيب الجنسي للسكان بنسبة 75.6% ذكور و24.4% إناث.